# Тамім бін Хамад Аль Тані
Шейх Тамім бін Хамад Аль Тані (араб. الشيخ تميم بن حمد آل ثاني; нар. 3 червня 1980, Доха, Катар) — емір Катару від 25 червня 2013 року.

## Життєпис
Народився 3 червня 1980 в столиці Катару Досі. Після того, як його дід позбувся влади, він зайняв пост спадкоємця престолу. У цей час навчався у Великій Британії в школі Шерборн, в Дорсеті (копію якої він згодом відтворив у Досі). Там же він закінчив і вищу школу, Королівську військову академію в Сандгерсті, служив у армії Катару.
Після повернення на батьківщину став помічником батька в управлінні державою. Велику увагу приділяв спорту, очолює Олімпійський комітет Катару, входить в Міжнародний олімпійський комітет від Катару. Очолював оргкомітет з проведення в Досі Літніх Олімпійських іграх 2020, але МОК не допустив столицю Катару до фіналу.
Багато часу приділяє популяризації спорту в країні. Катар бореться за право проведення не тільки Олімпійських ігор, а й багатьох чемпіонатів світу з різних видів спорту. Так, столиця країни Доха приймала Чемпіонат світу з боксу, а 2022 року в країні пройшов черговий Чемпіонат світу з футболу. 2010 в Досі пройшов Чемпіонат світу з легкої атлетики в приміщенні.

## На чолі емірату
Влітку 2013 батько Таміма, Хамад бін Халіфа Аль Тані відмовився від влади на користь свого сина, який став новим еміром Катару 25 червня.
Тамім — молодий та амбітний правитель, що має певні розбіжності з місцевими монархами, які, зазвичай, мають поважний вік.

## Титули та нагороди

### Титули
- Шейх Тамім бін Халіфа Аль Тані (1980–1995)
- Його Високоповажність шейх Тамім бін Халіфа Аль Тані (1995–2003)
- Його Високість шейх Тамім бін Халіфа Аль Тані, Крон-принц Катару (2003–2013)
- Його Високість Емір, шейх Тамім бін Халіфа Аль Тані (2013 -)

## Нагороди
Нагороджений нагородами різних країн: своєї батьківщини 2003 року — орденом Незалежності, 2004 Бахрейн нагородив його орденом аль-Халіфа 1-го класу, наступного року він отримав орден Заїда від ОАЕ. 2010 року отримав французький орден Почесного легіону.

## Факти
- Шейх Тамім бін Халіфа Аль Тані є одним з наймолодших керівників глав держав та урядів у світі.
- Є наймолодшим з діючих монархів у світі.
- Є наймолодшим еміром Катару за весь час незалежності країни.